# Exochus alpinus
Exochus alpinus là một loài tò vò trong họ Ichneumonidae.